# Cotinis antonii
Cotinis antonii är en skalbaggsart som beskrevs av Dugés 1878. Cotinis antonii ingår i släktet Cotinis och familjen Cetoniidae. Inga underarter finns listade i Catalogue of Life.